# Parula
Parula is een voormalige geslacht van zangvogels uit de familie Amerikaanse zangers (Parulidae). Alle soorten zijn tegenwoordig bij het geslacht Setophaga ingedeeld.

## Soorten
De volgende soorten waren bij het geslacht kende de volgende soorten:
- Parula americana (brilparulazanger)
- Parula pitiayumi (maskerparulazanger)